# Chapelle Sainte-Marie de la Noue
La chapelle Sainte-Marie de la Noue est une église de Montreuil (en Seine-Saint-Denis), et située place Berthie-Albrecht,.
C'est un bâtiment de style contemporain.